# سمير ديلو

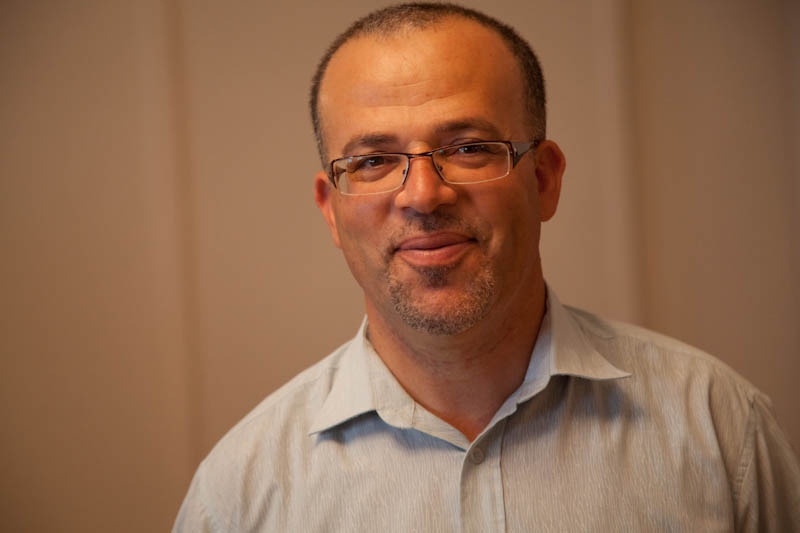
سمير ديلو.

سمير ديلو، ولد في عام 1966 في تونس العاصمة. هو محام وسياسي تونسي.
شغل سمير ديلو منصب وزير حقوق الإنسان، والناطق باسم الحكومة في حكومة حمادي الجبالي. ثم عين في نفس المنصب في حكومة علي العريض بين عامي 2013 و2014.
بعد تعليق إختصاصات مجلس النواب في 25 يوليو 2021، قدم سمير ديلو إستقالته رفقة أكثر من 100 قيادي من حركة النهضة، كما صرح ديلو قائلا «قرار استقالتي نهائي ولا تراجع عنه».

## الحياة الشخصية
ولد في حي لافاييت في تونس العاصمة و هو أصيل مدينة رفراف في ولاية بنزرت، و بدأ نشاطه السياسي في عام 1984، في سياق أعمال شغب بسبب إنتفاضة الخبز.
ثم اعتقل و طرد من المدرسة, و درس القانون في سوسة، حيث نشط في الاتحاد العام التونسي للطلبة (UGTE).

## نشاطه السياسي
إنظم في وقت مبكر إلى الحركة الإسلامية. محامي معروف بالدفاع عن المتشددين الإسلاميين المتهمين، حكم عليه في عام 1991 لمدة عشر سنوات في السجن دون إطلاق سراح مشروط و قد دخل أحد عشر سجنا. 

و مددت عقوبته في وقت لاحق لمدة شهرين و ثمانية أيام. و في أول خروج له من السجن، إنضم إلى الحزب الإسلامي حركة النهضة و أصبح عضو المكتب السياسي لها و مسؤول العلاقات الخارجية فيها.

## إنتخابات المجلس الوطني التأسيسي

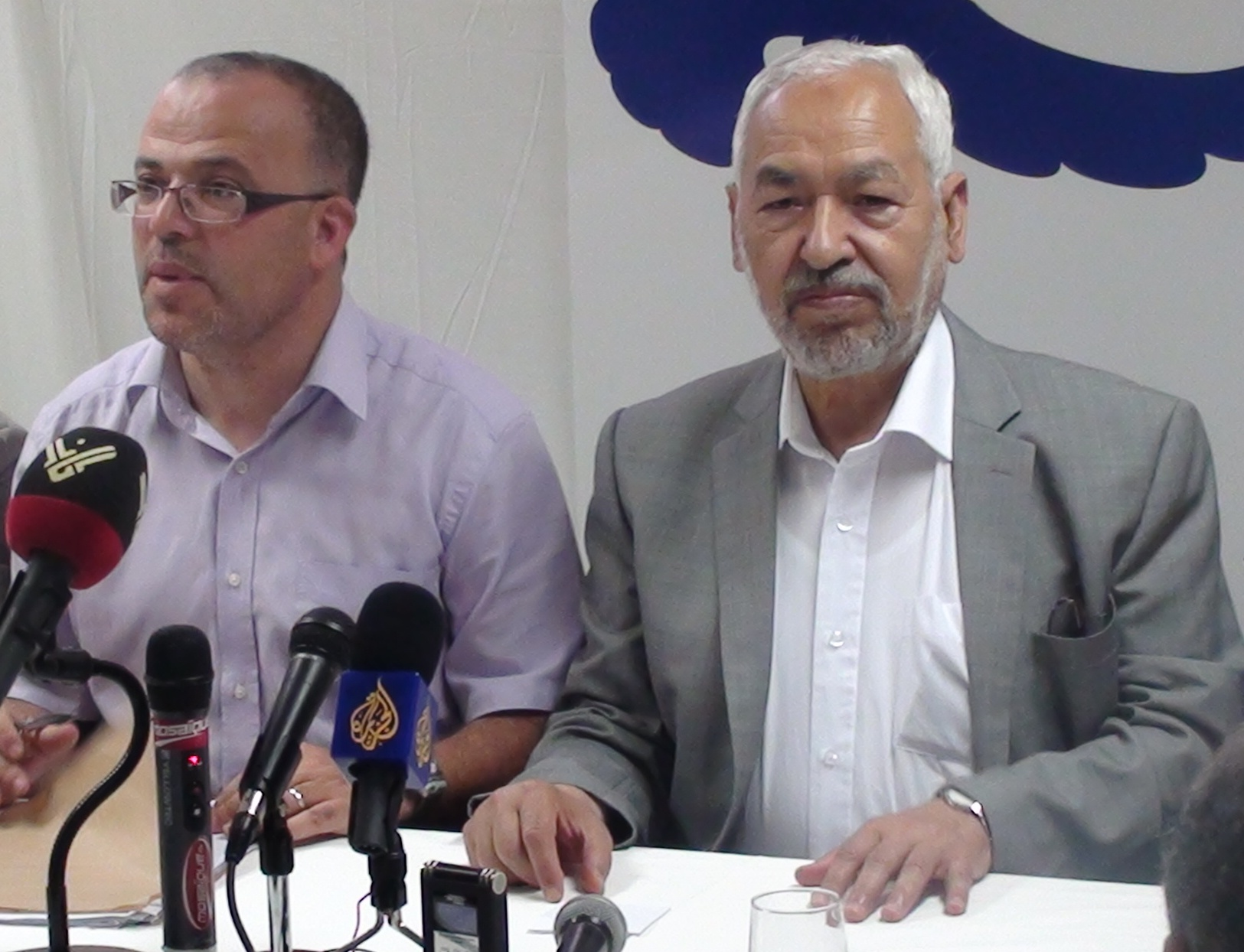
سمير ديلو مع رئيس حركة النهضة في الحملة الإنتخابية 2011.

انتخب سمير ديلو عضوا في المجلس الوطني التأسيسي التونسي (2011-2012) في 23 أكتوبر 2011، ممثلا عن ولاية بنزرت عقب فوز حزبه.

أدى ديلو اليمين الدستورية للمجلس في 22 نوفمبر و استقال في 9 مايو 2012 لينظم للحكومة التونسية.

## توليه الوزارة
عين وزيرا حقوق إنسان، و الناطق باسم الحكومة في 24 ديسمبر في حكومة حمادي الجبالي. و أدى اليمين في القصر الرئاسي في قرطاج، و هو يوم تعيينه ثم تولى منصبه في 26 ديسمبر.
ثم عين في نفس المنصب في حكومة علي العريض منذ 2013.

## مقالات ذات صلة
- الوزارة الأولى (تونس).
- قائمة الوزراء الأولين (تونس).
- حكومة حمادي الجبالي (2011-2012).
- حركة النهضة (تونس).
- حكومة علي العريض (2013).